# Temple of the Dog
Temple of the Dog — американская гранж-группа из Сиэтла, существовавшая в период с 1990 по 1992 год.

## История
Проект был задуман лидером Soundgarden Крисом Корнеллом как дань уважения покойному другу — вокалисту Mother Love Bone Эндрю Вуду, умершему от передозировки героина 19 марта 1990 года. Помимо Корнелла, в состав Temple of the Dog вошли бывшие участники Mother Love Bone Стоун Госсард и Джефф Амент, музыканты их новой группы Pearl Jam Майк Маккриди и Эдди Веддер, а также ещё один участник Soundgarden Мэтт Кэмерон. В качестве названия был выбран образ из песни Mother Love Bone «Man of Golden Words» («Seems I’ve been living in the temple of the dog. Where would I live, if I were a man of golden words? And would I live, at all?»).
Группа выпустила один альбом — Temple of the Dog, записанный за 15 дней, с ноября по декабрь 1990 года. В него вошли обработки старого неиспользованного материала Корнелла, Госсарда, Амента и Кэмерона; ядро пластинки составила композиция «Say Hello 2 Heaven», написанная Корнеллом в честь покойного. Диск был выпущен лейблом A&M Records 16 апреля 1991 года, после чего музыканты вернулись к своим основным проектам — Soundgarden и Pearl Jam.
Первоначальные продажи Temple of the Dog составили 70 000 экземпляров и резко возросли после выхода альбомов Pearl Jam и Soundgarden Ten и Badmotorfinger в августе и октябре соответственно. К сентябрю-октябрю 1992 года альбом получил платиновую сертификацию от Американской и Канадской ассоциаций звукозаписывающих компаний. Реакция критиков на запись была преимущественно положительной, к примеру, рецензент Rolling Stone Дэвид Фрике написал, что Temple of the Dog «заслуживает бессмертия». Сами музыканты также остались довольны проделанной работой, в частности, Крис Корнелл с уверенностью заявил, что «Энди это действительно понравилось бы».

## Участники
- Крис Корнелл — вокал, губная гармоника, банджо
- Майк Маккриди — соло-гитара
- Стоун Госсард — ритм-гитара, слайд-гитара
- Джефф Амент — бас-гитара
- Мэтт Кэмерон — ударные, перкуссия
- Эдди Веддер — бэк-вокал

## Дискография
| 1991   | Temple of the Dog - Дата выхода: 16 апреля 1991 | —  | 11 | —  | 5 | - CA: Платиновый - US: Платиновый |
| Синглы |                                                 |    |    |    |   |                                   |
| 1991   | «Hunger Strike»                                 | 51 | 50 | 47 | 4 | —                                 |
| 1991   | «Say Hello 2 Heaven»                            | —  | —  | —  | 5 | —                                 |
| 1991   | «Pushin Forward Back»                           | —  | —  | —  | — | —                                 |